# Die Stadtmaus und die Landmaus (Äsop)

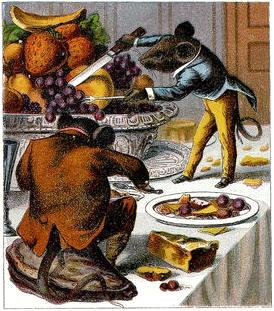
Illustration von 1870

Die antike Fabel Die Stadtmaus und die Landmaus (auch Die Stadt- und die Landmaus) von Äsop handelt von einer bescheidenen Landmaus, die ein zufriedenes Leben führt und ihre Freundin, die Stadtmaus, davon überzeugen will.

## Inhalt
Eine Landmaus lädt ihre Freundin, eine Stadtmaus, zu sich nach Hause ein und tischt der verwöhnten Stadtmaus Leckerbissen auf. Es gibt Erbsen, getrocknete Traubenkerne, Hafer und sogar seltenen Speck. Die Stadtmaus aber isst nur sehr wenig, da sie aus ihrem Stadtleben allerlei Essen im Überfluss gewohnt ist.
Die Stadtmaus redet der Landmaus ein, sie sei töricht, denn sie friste auf dem Land ein bescheidenes Leben. Deshalb solle sie mit ihr in die Stadt kommen, um ein Leben unter Menschen im Überfluss und voller Vergnügen kennenzulernen. Die Landmaus ist schnell überzeugt, und so erreichen sie das Zuhause der Stadtmaus.
Auf einem prachtvollen Sessel im Speisesaal reicht die Stadtmaus ihrem Gast leckere Speisen, die diese verschlingt. Bevor die Landmaus ein Lob aussprechen kann, stürzt eine Schar Diener in den Raum und die beiden Mäuse fliehen.
Nach diesem Schreck entscheidet sich die Landmaus, sofort wieder in ihr bescheidenes Leben zurückzukehren und dafür nicht um ihr Leben fürchten zu müssen.
Die Moral der Fabel ist, man solle mit dem zufrieden und glücklich sein, was man hat. Was nützt ein Leben, in dem man zwar alles besitzt, dafür jedoch Sorgen und Gefahr einen ständig begleiten?